# Rue Pierre-Joseph-Desault
La rue Pierre-Joseph-Desault est une voie située dans le quartier de la Gare du 13e arrondissement de Paris, en France.

## Situation et accès
Le côté sud de la voie forme la limite du territoire d'Ivry-sur-Seine.
Elle commence son tracé à l'avenue de la Porte-de-Vitry, prolongée par l'avenue Pierre-Semard. Elle marque le départ de la rue Marceau, et se termine dans l'axe de la rue Mirabeau.

## Origine du nom

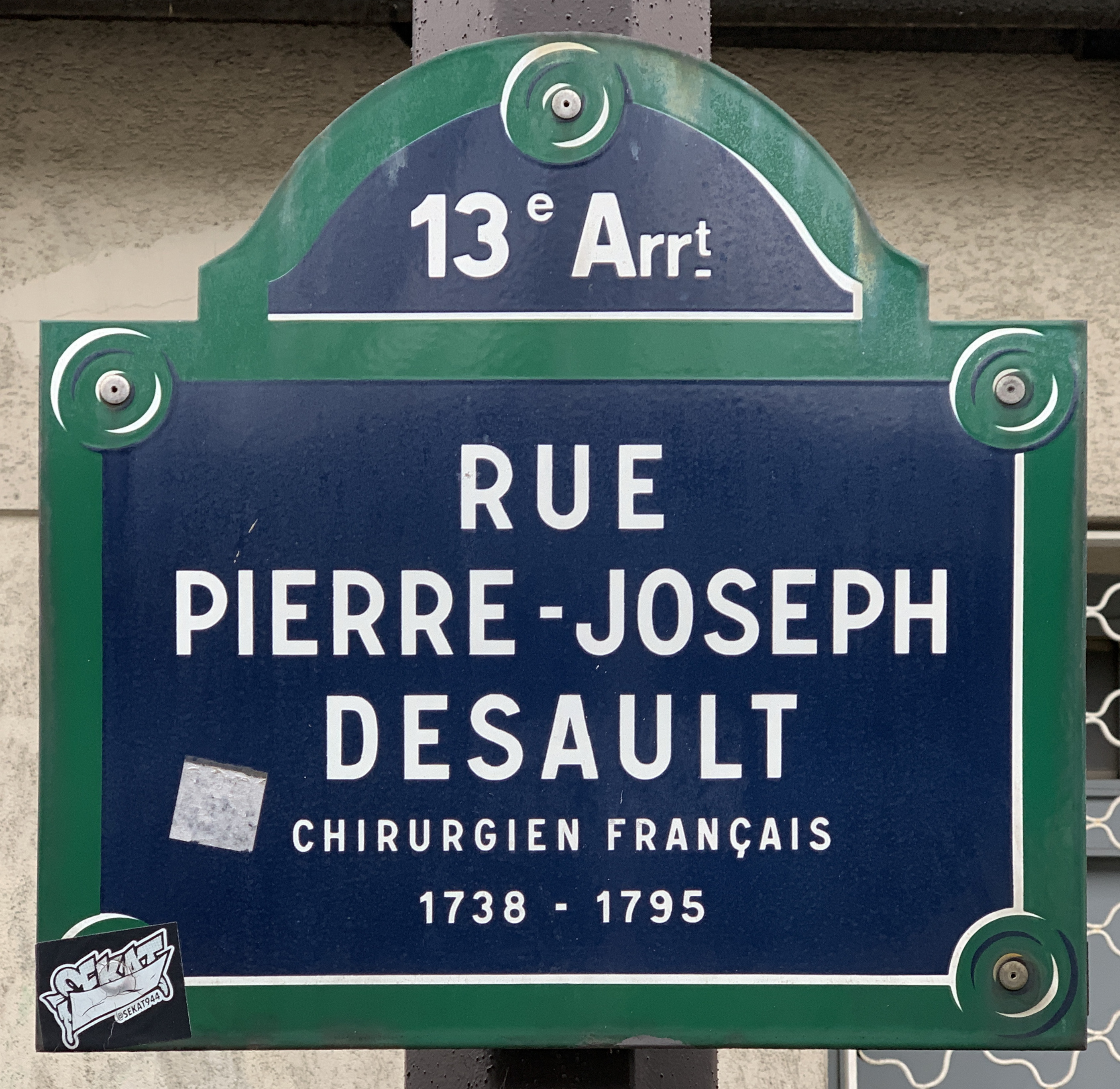
Plaque de la rue.

Elle porte le nom du chirurgien Pierre Joseph Desault (1738-1795).

## Historique
Initialement, c'est une partie de la rue Mirabeau (chemin vicinal ordinaire no 4) de la commune d'Ivry-sur-Seine.
Cette voie latérale au boulevard périphérique, qui est ouverte sur une partie de l'ancien territoire d'Ivry-sur-Seine annexé à Paris par décret du 18 avril 1929, prend alors le nom de « rue Desault » le 11 août 1930. 
Supprimée en partie lors de l'aménagement du boulevard périphérique en 1970, la partie restante prend alors le nom provisoire de « voie AH/13 », avant d'acquérir sa dénomination actuelle le 18 juillet 1995.

## Bâtiments remarquables et lieux de mémoire
- La rue longe le boulevard périphérique de Paris.